# Al-Halawiyah Madrassa
Al-Halawiyah Madrassa (arabisk: المدرسة الحلاوية) er et madrassa-kompleks, der ligger i al-Jalloum-kvarteret i  Aleppos gamle bydel i Syrien. Det er bygget i 1124 på stedet, hvor Aleppos store byzantinske Sankt Helena-Katedral fra det 5. århundrede stod, og hvor der ifølge traditionen engang var et romersk tempel. Kejserinde Helena, mor til Konstantin den Store, byggede en stor Byzantinsk domkirke her. Da korsfarerne havde plyndret området, gik byens øvrighed i gang med at ændre katedralen til en moske i 1123 i Balak: "Ibn Bahram Ibn Ourtoq's regeringstid. I 1149 ændrede Nur al-Din bygningen til en madrassa, en Islamisk-religiøs skole for tilhængere af Hanafi Madh'hab.
Dele af det 5. århundredes kristne konstruktion blev omdannet til en Islamisk skole. Denne er også kendt for sin fine mihrab.

## Galleri
- Den Store Moske til venstre og Al-Halawiyah Madrassaens kuppel til højre, 2012.
- Al-Halawiyah Madrassaens kuppel i nærbillede, 2012.